# Diathrausta brevifascialis
Diathrausta brevifascialis is een vlinder uit de familie van de grasmotten (Crambidae), uit de onderfamilie van de Spilomelinae. De wetenschappelijke naam van deze soort is voor het eerst voorgesteld als Syngamia brevifascialis door Alfred Ernest Wileman in een publicatie uit 1911.
De soort komt voor in Japan.